# مجلس نواب بنسلفانيا
مجلس نواب بنسلفانيا (بالإنجليزية: Pennsylvania House of Representatives)‏ هو مجلس النواب التشريعي لولاية بنسلفانيا الأمريكية، يقع المقر الرئيسي له في هاريسبرج، ويتكون من 203 مقعداً.